# 斑鰭無線鰨
斑鰭無線鰨為輻鰭魚綱鰈形目鰨亞目舌鰨科的其中一種，分布於西太平洋東加海域，棲息深度可達561公尺，體長可達8.4公分，棲息在底中層水域，生活習性不明。

## 扩展阅读
維基物種上的相關：斑鰭無線鰨